# 周钟岳旧居
周钟岳旧居，位于中国云南省昆明市五华区华山街道翠湖北路18号，云南省文化馆宿舍区内，為近现代云南知名政要、学者周钟岳的宅邸。

## 歷史
旧居建于民国初年，为中西合璧风格的民居建筑。砖木结构，硬山顶建筑，共三层，高约12米。平面布局呈“凹”字形。中间三间设外走廊，两侧突出部分正面为三面体，半圆攒尖顶，美观而简洁。1939年底，西南联大物理系教授吴大猷和数学系教授程毓淮两家曾借住于一楼五间，当时周钟岳在重庆担任民国政府内政部长。此后一年左右的时间里，周公馆一楼便成为部分西南联大教授聚会的场所。1940年10月13日，该楼曾被日机炸弹击中，抗战胜利后才重新作了较大的维修。

## 現況
旧居在2011年公布为昆明市重点文物保护单位。2019年2月21日，公布为第八批云南省文物保护单位。